# ماريان دابروفسكي
ماريان دابروفسكي (بالبولندية: Marian Dąbrowski)‏ هو صحفي بولندي، ولد في 27 سبتمبر 1878 في Mielec ‏ في بولندا، وتوفي في 27 سبتمبر 1958 في ميامي في الولايات المتحدة.